# Chickasaw, Alabama
Chickasaw är en stad (city) i Mobile County, i delstaten Alabama, USA. Enligt United States Census Bureau har staden en folkmängd på 6 100 invånare (2011) och en landarea på 10,9 km².